# Гарфилд
Гарфилд (енгл. Garfield) је назив главног јунака истоименог стрипа који се дистрибуира свакодневно. Стрип прати доживљаје и размишљања Гарфилда, дебелог наранџастог мачора, његовог власника, Џона Арбакла, и пса Одија. Осмислио га је цртач стрипова Џим Дејвис, а први пут се појавио 19. јуна 1978. године. Сваке године на тај дан Гарфилд у стрипу слави свој рођендан. 
Од 2007. године, стрип се објављује у више од 2,500 дневних новина и часописа и тренутно држи Гинисов рекорд као најраспрострањенији стрип.
Популарност стрипа је довела до снимања неколико анимираних телевизијских специјала, две анимиране телевизијске серије (од којих је једна рачунарски анимирана и тренутно се налази у продукцији), два биоскопска дугометражна филма и три рачунарски анимирана филма, од којих су два тренутно у продукцији, као и до производње велике количине артикала са Гарфилдом као заштитним знаком.
Гарфилд исмева власнике кућних љубимаца и њихов однос са животињама, често приказујући самог љубимца као правог господара домаћинства. Стрип се бави и честим људским питањима и проблемима, као што су дијете, апатија, досада и понедељци.

## Ликови
Гарфилд је наранџасти мачак, главни јунак стрипа. Лењ је, халапљив, себичан, без икаквог поштовања према власнику Џону и псу Одију. Он и Џон живе у Индијани (одакле је и аутор стрипа Џим Дејвис). Његово омиљено јело су лазање. Најбољи друг му је плишани медведић Пуки. Његова (нешто као) девојка зове се Арлин (понегде преведена и као Елена) и Гарфилд скоро на сваком њиховом састанку упрска ствар својом жељом за храном. 
Оди је жути пас који се као лик веома рано појавио у стрипу и постао још један кућни љубимац. Има смеђе уши, често му је исплажен језик и маше репом. Гарфилд најчешће малтретира Одија, али се понекад и удружују како би дохватили питу са стола, направили неки марифетлук или секирали Џона.
Џон Арбакл је Гарфилдов власник. Има око 30 година и по занимању је цртач, мада у стрипу нема готово никаквих догађаја у вези с тим. Само је у првој епизоди обелоданио да му је занимање цртач, и једном приликом је рекао да иде на сабор цртача. Уме да свира на хармоници, а омиљена врста музике му је полка. Заљубљен је у ветеринарку Лиз Вилсон и често води Гарфилда код ње, чак и када му ништа не фали, само да би покушао да је изведе. Неколико пута је и успео у томе, али сви ти састанци су се завршили неуспешно и то углавном због Гарфилда. Једини изузетак је био децембра 1981, када је чак успео и да пољуби Лиз. Никада пре ни касније није успео да унапреди везу са њом. Покушавао је да се дружи и са другим женама, али такође без већег успеха.
Нермил је сиво маче, које се први пут појавило у стрипу 3. септембра 1979. године. Нермил је маче Џонових родитеља које је Џон требало да причува. Он себе сматра најслађим мачетом на свету и често се подсмева Гарфилду. Због тога је Гарфилд покушао да пошаље Нермила у Абу Даби у поштанском пакету. Када га је једном приликом Гарфилд упитао како то да је све време маче, Нермил му је одговорио да је он заправо кепец. Иако је представљен као маче Џонових родитеља, никада није виђен на њиховој фарми (када Џон, Гарфилд и Оди оду тамо).
Арлин (Елена) је ружичаста мачка из краја. Први пут се појавила у стрипу 17. децембра 1980. Гарфилд се често састаје са њом, што би требало да личи на љубавне састанке, али Арлин после тога углавном буде разочарана Гарфилдовим понашањем. Увек се испостави да Гарфилд више воли себе или храну. Она има карактеристичан размак између предњих зуба због чега Гарфилд не пропушта прилику да је „пецне“ због тога. И поред свега, њих двоје се на неки начин воле и састају упркос свим несугласицама.
Др Лиз Вилсон је ветеринарка у коју се Џон заљубио чим ју је први пут видео, 26. јуна 1979. Њој се, међутим, Џон не свиђа из простог разлога што је шоњав и трапав, али и поред тога изашли су пар пута. О њеном приватном животу не зна се много. Једном приликом је рекла Џону да има момка по имену Ник „Секач“ Скарлоти. У два играна филма она исказује сасвим супротан став према Џону, а на крају другог наставка се и удаје за њега.
Ирма је шанкерица из гостионице у коју Џон и Гарфилд понекад свраћају. Први пут се појавила 19. октобра 1979. Услови у тој гостионици су очајни, тако да Џон и Гарфилд често налазе разне „додатке“ у јелу, као што је то једном била потковица у хамбургеру.
Лиман је првобитни власник Одија. Он је 7. августа 1978. дошао да живи код Џона и са собом довео свог пса. Није се често појављивао у стрипу, а углавном је разговарао са Џоном о разним темама или му се придруживао у појединим активностима. 24. априла 1983. се последњи пут регуларно појавио у стрипу. Још је само 19. јуна 1988. г. његов лик виђен у стрипу, а то је било на Гарфилдову десетогодишњицу.
Пуки је плишани медведић смеђе боје. Гарфилд га је пронашао 23. октобра 1978. у једној фиоци и назвао га Пуки. Од тада му је тај медведић најбољи пријатељ. Гарфилд га толико воли зато што се не покреће и не може да му краде храну нити да му отме девојку. Пуки увек пажљиво „слуша“ Гарфилда када му овај нешто говори. Гарфилд понекад Пукија користи и да би збијао шале са Џоном. Када Пукију отпадне неки део тела то је за Гарфилда права катастрофа. Онда он не може никако да се смири, све док Џон не зашије и не поправи малог Пукија.

## Филмови
- Гарфилд (2004)
- Гарфилд 2 (2006)
- Гарфилд (2024)